# Nogometna reprezentacija Roma iz Hrvatske
Nogometna reprezentacija Roma iz Hrvatske predstavlja romsku nacionalnu manjinu iz Hrvatske.
- Trenutačni izbornik: Tofko Dedić Toti
- Osnovana:

## Povijest
Pokretač formiranja Nogometne reprezentacije Roma iz Hrvatske je Predsjednik Svjetske asocijacije Roma Tofko Dedić Toti. Natječe se na romskim međunarodnim prvenstvima.

## Izbornici
- Ivica Grnja[3] ? - ?
- Tofko Dedić Toti ? -